# Ocotea alpina
Ocotea alpina är en lagerväxtart som beskrevs av Richard Alden Howard. Ocotea alpina ingår i släktet Ocotea och familjen lagerväxter. Inga underarter finns listade i Catalogue of Life.